# Colonia Nueva Revolución
Colonia Nueva Revolución är en ort i Mexiko.   Den ligger i kommunen Acapulco de Juárez och delstaten Guerrero, i den södra delen av landet, 290 km söder om huvudstaden Mexico City. Colonia Nueva Revolución ligger 28 meter över havet och antalet invånare är 1 025.
Terrängen runt Colonia Nueva Revolución är kuperad åt nordväst, men åt sydost är den platt. Runt Colonia Nueva Revolución är det tätbefolkat, med 397 invånare per kvadratkilometer. Närmaste större samhälle är Acapulco, 9,8 km väster om Colonia Nueva Revolución. Omgivningarna runt Colonia Nueva Revolución är en mosaik av jordbruksmark och naturlig växtlighet.